# Pierre-Laurent Ellenberger
Pierre-Laurent Ellenberger (* 1943 in Genf; † 13. April 2002) war ein Schweizer Schriftsteller.

## Leben
Pierre-Laurent Ellenberger studierte Klassische Philologie mit Spezialisierung auf Gräzistik. Er arbeitete als Lehrer für Latein, Griechisch und Geschichte an der École Nouvelle de la Suisse Romande (ENSR) in Lausanne.
Er trat als Autor von Theaterstücken, Gedichten, Chansons, Erzählungen und Romanen in Erscheinung. Vier seiner Bücher wurden postum veröffentlicht.

## Auszeichnungen
- 1991: Preis des Kantons Bern

## Werke
- Parcours et autres poèmes, Paris 1987
- Tour de rôle suivi de Capitaine Merle, Paris 1987
- Territoires inconciliables, Paris 1988
- Echouages, Paris 1989
- Passé le grand eucalyptus, Paris 1991
- Pilou-boy en hiver, Saint-Imier 1994
- La Bataillère, Vevey 1997
- Le marcheur illimité, Vevey 1998
- La fête en ville, Vevey 1999
- Ollog et le sultan, Vevey 2003
- Attente au bar de l’amiral. Chronique, Lutry 2004
- Eologie. Poèmes, Vevey 2006
- Pour toi la guerre est finie. Roman, Vevey 2006